# Ласківська сільська рада (Володимир-Волинський район)
Ла́сківська сільська́ ра́да — колишня адміністративно-територіальна одиниця та орган місцевого самоврядування в Володимир-Волинському районі Волинської області. Адміністративний центр — село Ласків.
Припинила існування 14 листопада 2017 року через об'єднання в Зарічанську сільську громаду Волинської області.

## Загальні відомості
- Територія ради: 2,698 км²
- Населення ради: 950 осіб (станом на 2001 рік)
- Територією ради протікає річка Студянка

## Населені пункти
Сільській раді підпорядковувались населені пункти:
- с. Ласків
- с. Вощатин

Кількість населення становить 950 осіб. Кількість дворів (квартир) 323, з них 8 нових (після 1991 р.).
В Ласківській сільській раді працює неповна середня школа, початкова школа, 2 клуби, бібліотека, 2 фельдшерсько-акушерських пункти, відділення зв'язку, АТС на 100 номерів, 2 торговельних заклади.
На території сільської ради доступні такі телеканали: УТ-1, УТ-2, 1+1, Інтер, Обласне телебачення. Радіомовлення здійснює проводове радіо.
Села сільської ради газифіковані. Дороги з твердим покриттям в незадовільному стані.

## Населення
Згідно з переписом УРСР 1989 року чисельність наявного населення сільської ради становила 946 осіб, з яких 427 чоловіків та 519 жінок.
За переписом населення України 2001 року в сільській раді мешкало 928 осіб.

### Мова
Розподіл населення за рідною мовою за даними перепису 2001 року:
| Мова       | Відсоток |
| ---------- | -------- |
| українська | 98,84 %  |
| російська  | 1,05 %   |
| білоруська | 0,11 %   |

## Адреса сільської ради
44743, Волинська обл., Володимир-Волинський р-н, с. Ласків, вул. Шкільна, 23

## Склад ради
Рада складається з 12 депутатів та голови.
- Голова ради: Давидюк Ірина Вікторівна

### Керівний склад попередніх скликань
| Прізвище, ім'я, по батькові | Основні відомості                                                                     | Дата обрання | Дата звільнення |
| --------------------------- | ------------------------------------------------------------------------------------- | ------------ | --------------- |
| Шпіля Євген Романович       | Сільський голова, 1954 року народження, освіта вища, член Української Народної Партії | 26.03.2006   | 31.10.2010      |
| Шпіля Євген Романович       | Сільський голова, 1954 року народження, освіта вища, член партії Єдиний Центр         | 31.10.2010   | 25.10.2015      |
| Давидюк Ірина Вікторівна    | Сільський голова, 1980 року народження, освіта вища, безпартійна                      | 25.10.2015   |                 |

Примітка: таблиця складена за даними сайту Верховної Ради України та ЦВК

### Депутати VII скликання
За результатами місцевих виборів 2015 року депутатами ради стали:

#### За суб'єктами висування
| Суб'єкт висування | Кількість обраних депутатів | %      |
| ----------------- | --------------------------- | ------ |
| Самовисування     | 12                          | 100.00 |

#### За округами
| № округу | Прізвище, ім'я, по батькові    | Ким висунуто  | Дата нар.  | Освіта              | Партійна приналежність | Відомості                                       |
| -------- | ------------------------------ | ------------- | ---------- | ------------------- | ---------------------- | ----------------------------------------------- |
| 1        | Гресь Марія Ростиславівна      | Самовисування | 14.06.1991 | вища                | безпартійна            | ПТУ № 11, старший майстер                       |
| 2        | Шейчук Володимир Володимирович | Самовисування | 30.04.1988 | вища                | безпартійний           | ЗОШ I—III ст. с. Суходоли, вчитель              |
| 3        | Шпіля Євген Романович          | Самовисування | 28.07.1954 | вища                | безпартійний           | безробітний, пенсіонер                          |
| 4        | Мигович Анатолій Володимирович | Самовисування | 01.09.1960 | загальна середня    | безпартійний           | безробітний                                     |
| 5        | Яковинець Наталія Степанівна   | Самовисування | 25.08.1959 | вища                | безпартійна            | ЗОШ I—II ст. с. Ласків, директор                |
| 6        | Кравчук Ірина Василівна        | Самовисування | 18.04.1985 | професійно-технічна | безпартійна            | ФАП с. Ласків, фельдшер                         |
| 7        | Басюк Алла Василівна           | Самовисування | 02.07.1980 | вища                | безпартійна            | безробітна                                      |
| 8        | Крижановська Юлія Анатоліївна  | Самовисування | 20.01.1988 | вища                | безпартійна            | безробітна                                      |
| 9        | Морев Андрій Анатолійович      | Самовисування | 18.04.1978 | вища                | безпартійний           | безробітний                                     |
| 10       | Чорна Наталія Володимирівна    | Самовисування | 29.04.1973 | загальна середня    | безпартійна            | БК с. Вощатин, завідувач БК с. Вощатин          |
| 11       | Свись Леонід Степанович        | Самовисування | 12.06.1972 | загальна середня    | безпартійний           | безробітний                                     |
| 12       | Губарик Олександр Степанович   | Самовисування | 26.11.1974 | професійно-технічна | безпартійний           | Фермерське господарство с. Вощатин, підприємець |